# Patinatge de velocitat als Jocs Olímpics d'Hivern de 1924 - 5.000 metres
Als Jocs Olímpics d'Hivern de 1924 celebrats a Chamonix (França) es realitzà una prova de patinatge de velocitat sobre gel en una distància de 5.000 metres que formà part del programa oficial de patinatge de velocitat als Jocs Olímpics d'hivern de 1924. La prova es disputà el dia 26 de gener de 1924 a les instal·lacions de Chamonix.

## Comitès participants
Hi participaren un total de 22 patinadors de 10 comitès nacionals diferents.
| - Bèlgica (2) - Canadà (1) - Estats Units (4) - Finlàndia (3) - França (3) |  | - Letònia (1) - Noruega (4) - Polònia (1) - Regne Unit (1) - Suècia (2) |

## Resum de medalles
| Or            | Argent          | Bronze       |
| Clas Thunberg | Julius Skutnabb | Roald Larsen |

## Resultats
| Lloc | Patinador             | Temps   |
| ---- | --------------------- | ------- |
| 1    | Clas Thunberg         | 8:39.0  |
| 2    | Julius Skutnabb       | 8:48.4  |
| 3    | Roald Larsen          | 8:50.2  |
| 4    | Sigurd Moen           | 8:51.0  |
| 5    | Harald Strøm          | 8:54.6  |
| 6    | Valentine Bialas      | 8:55.0  |
| 7    | Fridtjof Paulsen      | 8:59.0  |
| 8    | Richard Donovan       | 9:05.6  |
| 9    | Léonhard Quaglia      | 9:08.6  |
| 10   | Asser Wallenius       | 9:12.8  |
| 11   | Alberts Rumba         | 9:14.4  |
| 12   | Eric Blomgren         | 9:14.6  |
| 13   | Charles Jewtraw       | 9:27.0  |
| 14   | Bill Steinmetz        | 9:35.0  |
| 15   | Axel Blomqvist        | 9:48.8  |
| 16   | Leon Jucewicz         | 10:05.6 |
| 17   | Gaston Van Hazebroeck | 10:13.8 |
| 18   | André Gegout          | 10:15.2 |
| 19   | George de Wilde       | 10:39.8 |
| 20   | Albert Tebbit         | 11:01.0 |
| 21   | Marcel Moens          | 11:30.4 |
| –    | Charles Gorman        | NF      |